# Alem Bekagn
Alem Bekagn (en amárico: አለም በቃኝ, "Despedida del Mundo"), también se conoce como Akaki Prison o Kerchele Prison, fue la antigua prisión central de Etiopía hasta 2004. Localizada en Addis Abeba, la prisión posiblemente existió en 1923, bajo el reinado de la emperatriz Zewditu, pero se hizo famosa después de la segunda guerra ítalo-etíope como el sitio donde los intelectuales etíopes fueron detenidos y asesinados por los fascistas italianos en la masacre de Yekatit 12. Después de la restauración del emperador Haile Selassie, la prisión permaneció en uso para albergar a los nacionalistas de Eritrea y los involucrados en la rebelión de Woyane. Bajo el régimen comunista Derg que continuó, la prisión fue el sitio de otro asesinato masivo, la masacre de los sesenta, y la tortura y ejecución de grupos rivales en el Terror Rojo. La prisión siguió siendo un lugar de abusos contra los derechos humanos hasta que el Frente Democrático Revolucionario del Pueblo Etíope ingresó en Addis Ababa el 28 de mayo de 1991, Por lo que vino a ser una prisión normal. La prisión fue cerrada en el año 2004 y demolida en el 2007 para que permitiera la construcción de la sede de la Unión Africana.

## Diseño
Alem Bekagn se construyó a lo largo de principios panópticos, con 57 celdas, cada una diseñada para alrededor de 10 hasta 20 prisioneros, dispuestas en dos niveles alrededor de un patio octagonal. a medida que los reclusos aumentaron a gran escala, algunas cabañas fueron construidas alrededor del exterior. El sitio también incluyó una iglesia y un área de visita en forma de dos vallas colocadas a 4 pies (1.2 Metros) de distancia. La prisión recluía a hombres y mujeres, divididos por separados por láminas de hierro.